# La Double Vengeance
Pour plus de détails, voir Fiche technique et Distribution.

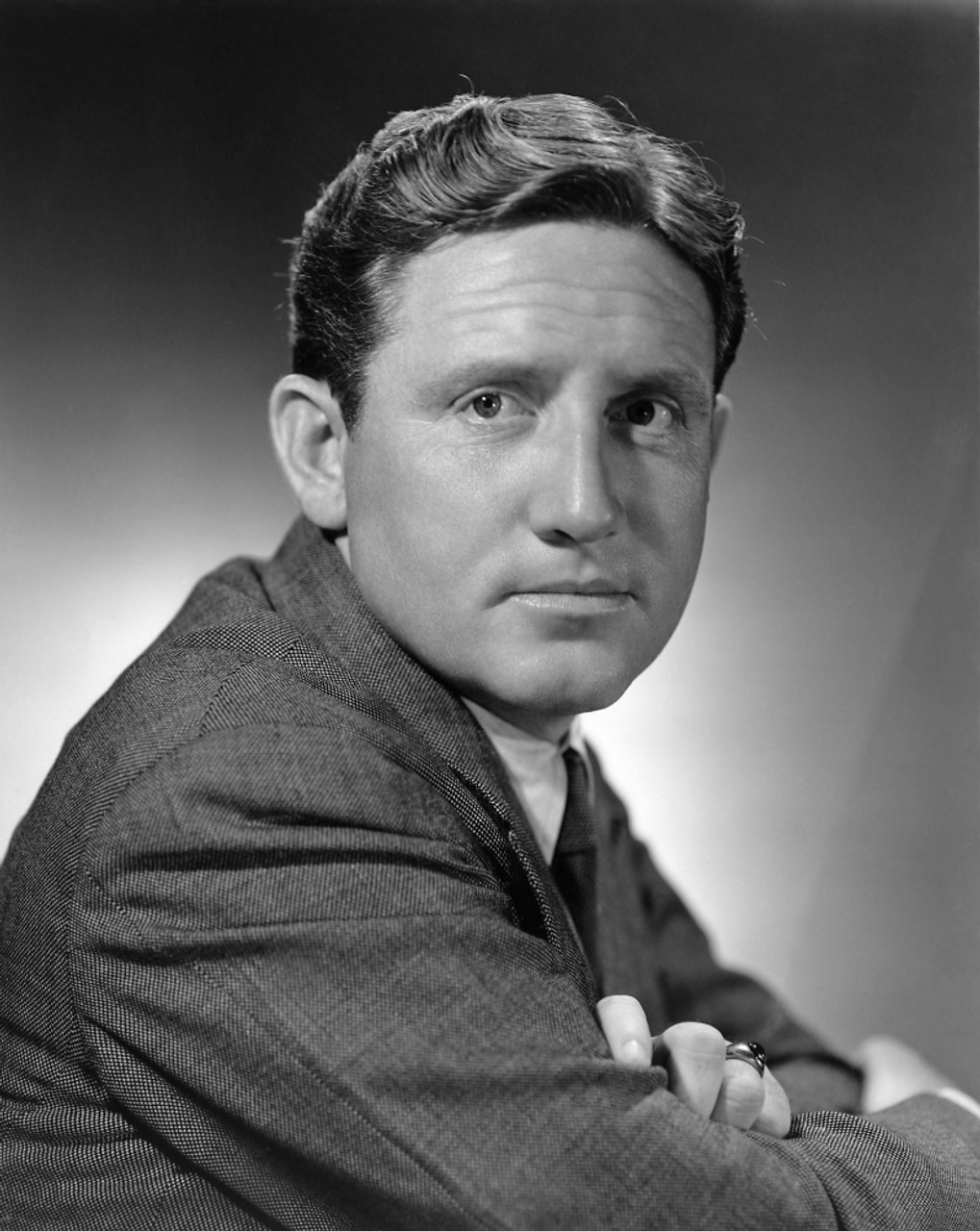
Spencer Tracy en 1935.

La Double Vengeance (titre original : The Murder Man) est un film américain réalisé par Tim Whelan, sorti en 1935.

## Synopsis
Steve Grey, un reporter vedette du New York Daily Star, connu comme "The Murder Man" à cause de son expertise des affaires criminelles, est chargé d'enquêter sur l'assassinat de J. Spencer Halford, un homme d'affaires peu scrupuleux. Il aide la police à mettre en cause Henry Mander, un associé d'Halford. Il rend ensuite visite à son père, et lui apprend que sa femme s'est suicidée. Au procès, le témoignage de Steve va aider à ce que Mander soit condamné à mort. Mais après le procès Steve semble déprimé, et sa collègue et petite amie Mary Shannon lui suggère de prendre un peu de repos. À la campagne, il reçoit la visite de Shorty, un de ses collègues envoyé par le rédacteur en chef pour convaincre Steve d'aller interviewer Mander dans le couloir de la mort. Malgré les objections de Mary, Steve se rend à Sing Sing. Là-bas, il dit en privé à Mander qu'il sait qu'il n'est pas le coupable. De retour au journal, il fait son papier mais mécontent de son travail il le déchire. Il dit à Robins, son rédacteur en chef, qu'il ne peut pas écrire cet article, mais ce dernier lui ordonne de le faire. En colère, Steve promet à Robins une "vraie histoire" et, au lieu d'écrire l'interview, il rédige une confession dans laquelle il reconnaît avoir tué Halford pour venger son père, ruiné par l'homme d'affaires, et sa femme, qui s'est suicidée après avoir été harcelée par Halford. Mary, lorsqu'elle découvre cette confession, cherche à la détruire, mais Steve se rend lui-même au capitaine de la police chargé de l'enquête.

## Fiche technique
- Titre : La Double Vengeance
- Titre original : The Murder Man
- Réalisation : Tim Whelan
- Scénario : Tim Whelan,John C. Higgins
- Photographie : Lester White
- Montage : James E. Newcom
- Direction artistique : Cedric Gibbons
- Son : Douglas Shearer
- Producteur : Harry Rapf
- Société de production : Metro-Goldwyn-Mayer
- Société de distribution : Metro-Goldwyn-Mayer
- Pays d'origine :  États-Unis
- Langue originale : anglais
- Format : Noir et blanc — 35 mm — 1,37:1 — Son : Mono (Western Electric Sound System)
- Genre : Film dramatique, Film policier, Film noir
- Durée : 69 minutes
- Dates de sortie : 
  - États-Unis : 12 juillet 1935
  - France : 31 janvier 1936

## Distribution
- Spencer Tracy : Steve Grey
- Virginia Bruce : Mary Shannon
- Lionel Atwill : Capitaine Cole
- Harvey Stephens : Henry Mander
- Robert Barrat : Robins
- James Stewart : "Shorty"
- William Collier Sr. : "Pop" Grey, le père de Steve
- Bobby Watson : Carey Booth
- William Demarest : "Red" Maguire
- John Sheehan : Sweeney
- Lucien Littlefield : Rafferty
- George Chandler : Sol Hertzberger
- Fuzzy Knight : "Buck" Hawkins
- Louise Henry : Lillian Hopper
- Robert Warwick : Colville
- Joe Irving : Tony
- Ralph Bushman : Pendleton
- Davison Clark : Powell, directeur de la prison de Sing Sing